# Январский человек
«Январский человек» (англ. The January Man) — триллер 1989 года.
Фильм срежиссирован Пэтом О’Коннором по сценарию Джона Патрика Шэнли. В фильме снимался Кевин Клайн в роли Ника Старки, умного экс-детектива полиции Нью-Йорка, которого заманил обратно на службу его брат комиссар полиции (Харви Кейтель), когда серийный убийца терроризирует город. Ник увлекается дочерью мэра (Мэри Элизабет Мастрантонио), а в расследовании ему помогает один из его соседей — эксцентричный художник, сыгранный Аланом Рикманом.
Слоган к фильму: «Ах, какой способ начать год».

## Сюжет
Столкнувшись с убийствами серийного маньяка и растущим давлением перепуганных горожан, мэр Нью-Йорка поручает комиссару городской полиции Фрэнку Старки восстановить в должности бывшего полицейского Ника Старки, непредсказуемого в поступках, но единственного, кто в состоянии разыскать маньяка-убийцу.
В следствие оказываются замешаны подружка Ника, ставшая теперь женой Фрэнка и молодая свидетельница, являющаяся дочерью мэра.